# Oxydactylon liguricum
Oxydactylon liguricum är en mångfotingart som beskrevs av Karl Wilhelm Verhoeff 1910. Oxydactylon liguricum ingår i släktet Oxydactylon och familjen knöldubbelfotingar. Inga underarter finns listade i Catalogue of Life.